# Cantonul Sainte-Geneviève-sur-Argence
Cantonul Sainte-Geneviève-sur-Argence este un canton din arondismentul Rodez, departamentul Aveyron, regiunea Midi-Pyrénées, Franța.

## Comune
- Alpuech
- Cantoin
- Graissac
- Lacalm
- Sainte-Geneviève-sur-Argence (reședință)
- La Terrisse
- Vitrac-en-Viadène